# 俞士賢
俞士賢，又名俞仕賢，浙江诸暨人，明朝初期政治人物。進士出身。
洪武二十一年（1388年）戊辰科進士，授監察御史，后改运司经历。